# Boogie Wonderland
"Boogie Wonderland" é um single de 1979 do grupo estadunidense Earth, Wind & Fire com a participação de The Emotions.

## Desempenho nas paradas
| Paradas (1979)                                 | Melhor posição |
| ---------------------------------------------- | -------------- |
| O campo songid é OBRIGATÓRIO PARA PARADA ALEMÃ | 25             |
| Bélgica (Ultratop 50 de Flandres)              | 4              |
| Estados Unidos (Billboard Hot 100)             | 6              |
| Estados Unidos (Billboard R&B/Hip-Hop Songs)   | 2              |
| Estados Unidos (Billboard Dance Club Songs)    | 14             |
| Noruega (VG-lista)                             | 2              |
| Nova Zelândia (Recorded Music NZ)              | 7              |
| Países Baixos (Single Top 100)                 | 4              |
| Reino Unido (UK Singles Chart)                 | 4              |
| Suécia (Sverigetopplistan)                     | 7              |
| Paradas (2012)                                 | Melhor posição |
| França (SNEP)                                  | 2              |

## Aclamações
Informação adaptada do site AcclaimedMusic.net.
| Publicação      | País           | Aclamação                                              | Ano  | Posição |
| --------------- | -------------- | ------------------------------------------------------ | ---- | ------- |
| Gary Mulholland | Reino Unido    | "This Is Uncool: The 500 Best Singles Since Punk Rock" | 2002 | *       |
| Dave Marsh      | Estados Unidos | "The 1001 Greatest Singles Ever Made"                  | 1989 | 737     |
| Bruce Pollock   | Estados Unidos | "The 7,500 Most Important Songs of 1944-2000"          | 2005 | *       |
| Panorama        | Noruega        | "The 30 Best Singles of the Year 1970-98"              | 1999 | 13      |

## Curiosidade
Uma versão da música foi gravada pela atriz Brittany Murphy para a trilha do filme Happy Feet, de 2006, no qual ela participou dando a voz para a pinguim Gloria.